# Laura Alonso Padin
Laura Alonso Padin (n. 2 ianuarie 1976) este o soprană, cântăreață de operă spaniolă.

## Legături externe
- Laura Alonso official website
- Laura Alonso pe Facebook
- Laura Alonso at Operabase